# 紀の川
紀の川（きのかわ）は、奈良県から和歌山県へと流れ紀伊水道に注ぐ一級水系の本流。河川名は「紀伊国」に由来する。
奈良県内では奈良県南部の地名「吉野」に因み「吉野川（よしのがわ）」と呼ばれるが、河川名を案内する標識などには水系名である「紀の川（きのかわ）」が併記される（例：「よしのがわ（きのかわ）」）。地図や橋の銘板には吉野川と記される。そのほかに「木御川」「紀伊御川」とも呼ばれる。

## 地理

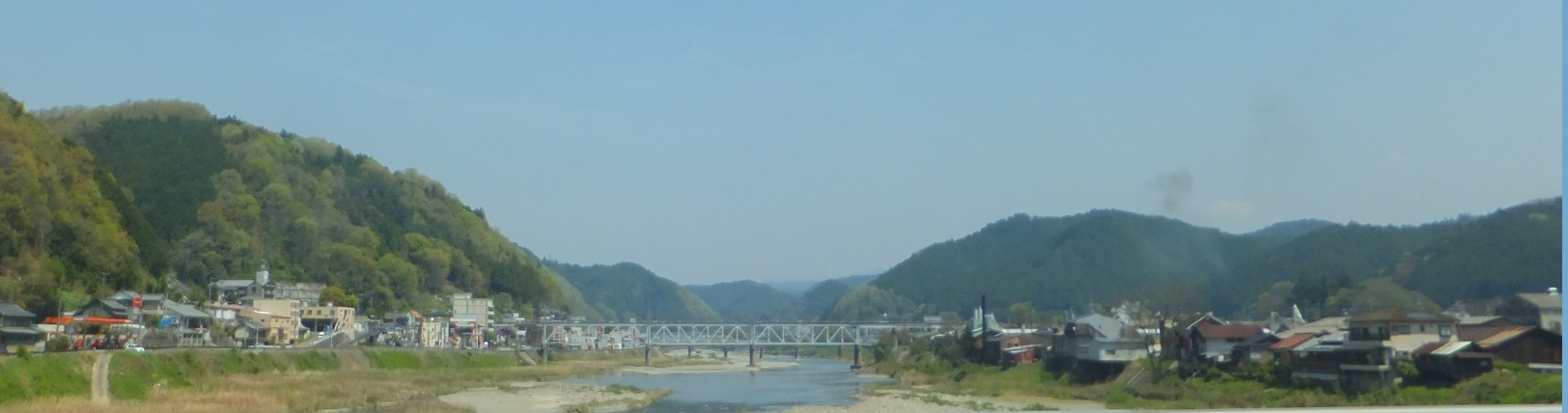
吉野山の周辺
奈良県吉野郡吉野町橋屋で撮影

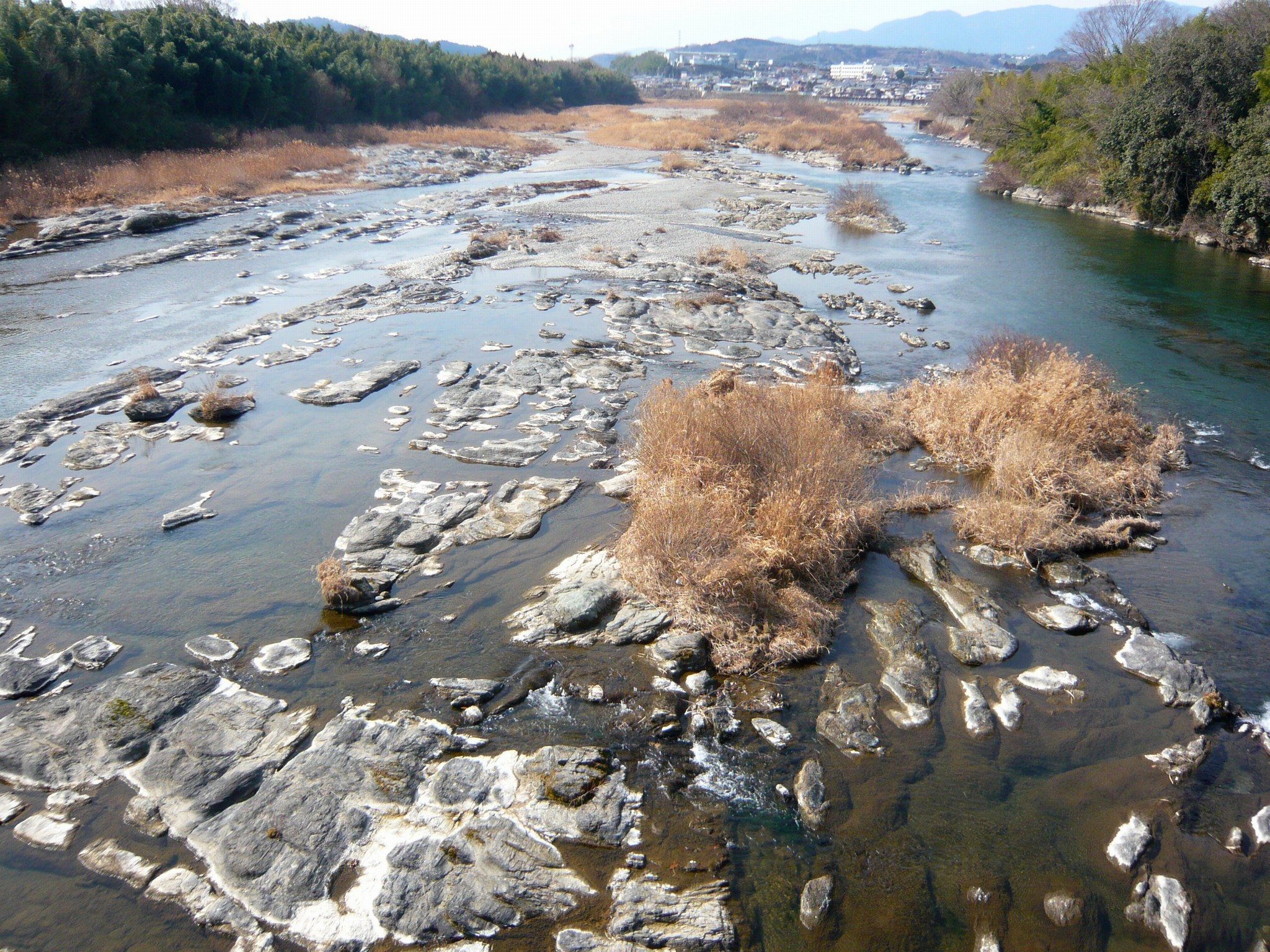
吉野郡大淀町椿橋より東を見る

奈良県と三重県の県境に跨がり全国的にも有数な多雨地帯として知られている大台ヶ原を源流とし、「吉野川」として紀伊山地を北西へと流れる。上流域には渓流区間が連続しており、発電所の取水・放水や支流の流入などによって流量の変動が大きい。吉野郡吉野町付近で高見川と合流すると流れを西に変え、和歌山県に入ると名前を「紀の川」に変える。橋本市付近からは中央構造線の南側に沿って西へと流れるが、橋本市から紀の川市東部まで付近では河岸段丘を形成する。以下河口部まで南北4キロメートルほどの細長い扇状地（三角州）が広がり、和歌山市で紀伊水道に注ぐ。
下流域の紀州大橋付近、和歌山市小豆島と田屋にまたがる地域に「中州」と呼ばれる輪中が形成されている。この輪中堤がいつごろ作られたものかは分かっていないが、江戸時代にはすでにこの地域に10軒弱の農家があり、1889年（明治22年）の紀の川の大洪水では輪中堤によって被害を免れたことが分かっている。なお、1960年（昭和35年）にこの地域で銅鐸が出土している。

### 本流域の自治体
奈良県（吉野川）
吉野郡川上村、吉野郡吉野町、吉野郡大淀町、吉野郡下市町、五條市
和歌山県（紀の川）
橋本市、伊都郡九度山町、伊都郡かつらぎ町、紀の川市※、岩出市、和歌山市
※2005年（平成17年）11月7日に和歌山県の那賀郡打田町、粉河町、那賀町、桃山町、貴志川町が合併して成立した「紀の川市」の市名は、この河川が由来となった。

## 紀の川開発史
日本有数の多雨地帯である大台ヶ原を水源とする紀の川は、夏季（6月～9月）に集中する降雨分布を示す。従って梅雨時期や台風の際には容易に氾濫を繰り返す河川であった。河口の沖積平野である和歌山平野では河道が度々変遷する状況であったが、豊富な水量は慢性的な水不足にあえぐ奈良盆地の人間にとって魅力的であった。
1400年代の地震・津波によって砂丘が破壊されたことにより、紀の川は和歌浦へ注いでいた河道から現在の紀伊水道へ注ぐ河道に変わった。なお、和歌浦へ注いでいた旧河道は和歌川として残っている。ただし近年では、和歌川の横断面に河床跡の砂礫が認められないことから、かつて和歌浦に注いだとする復元説には否定的な説が挙げられている。

### 秀吉の水攻め

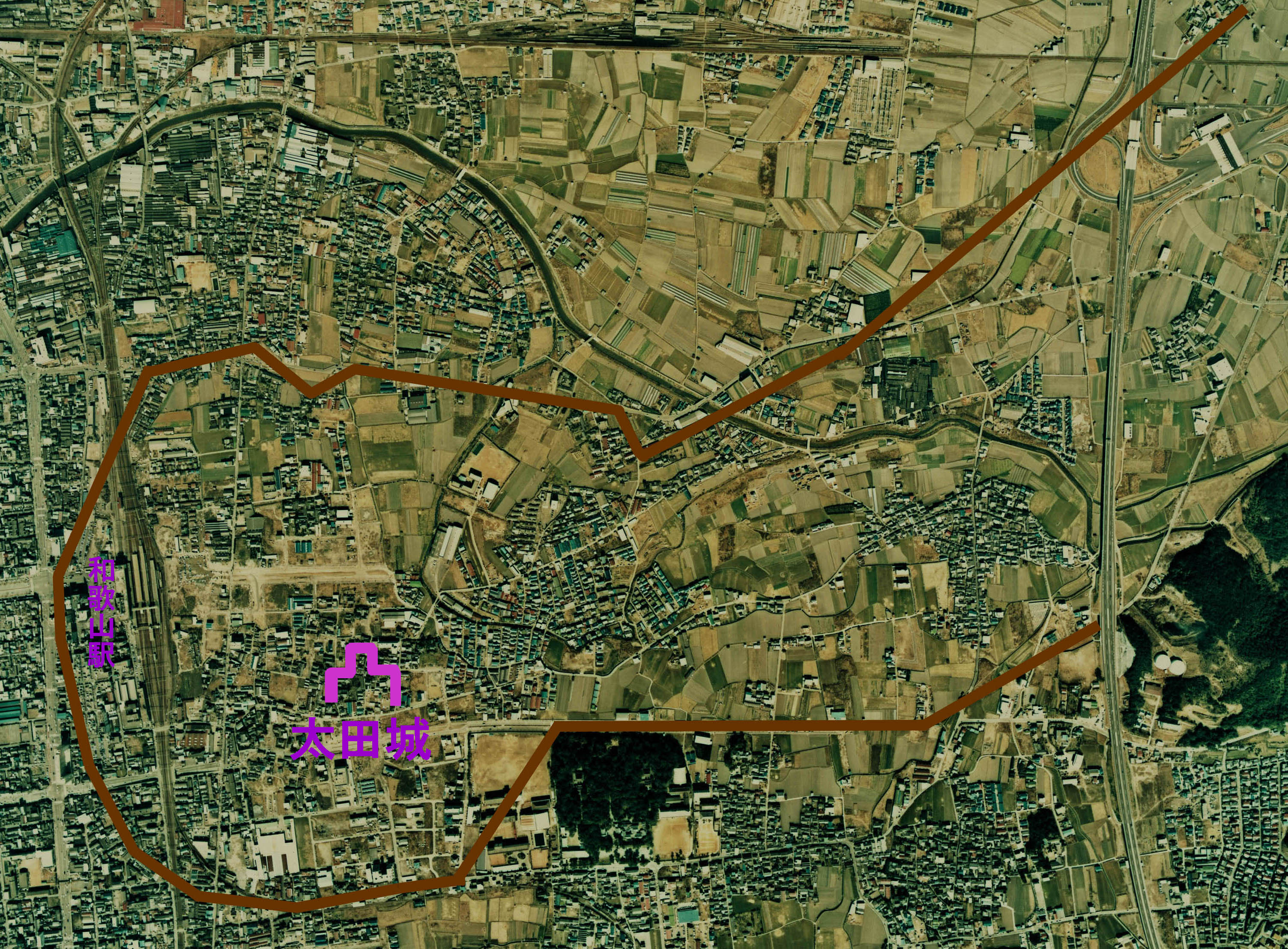
秀吉が築いた太田城水攻めにおける堤防の推定位置。紀の川における大規模な土木工事の初見でもある。

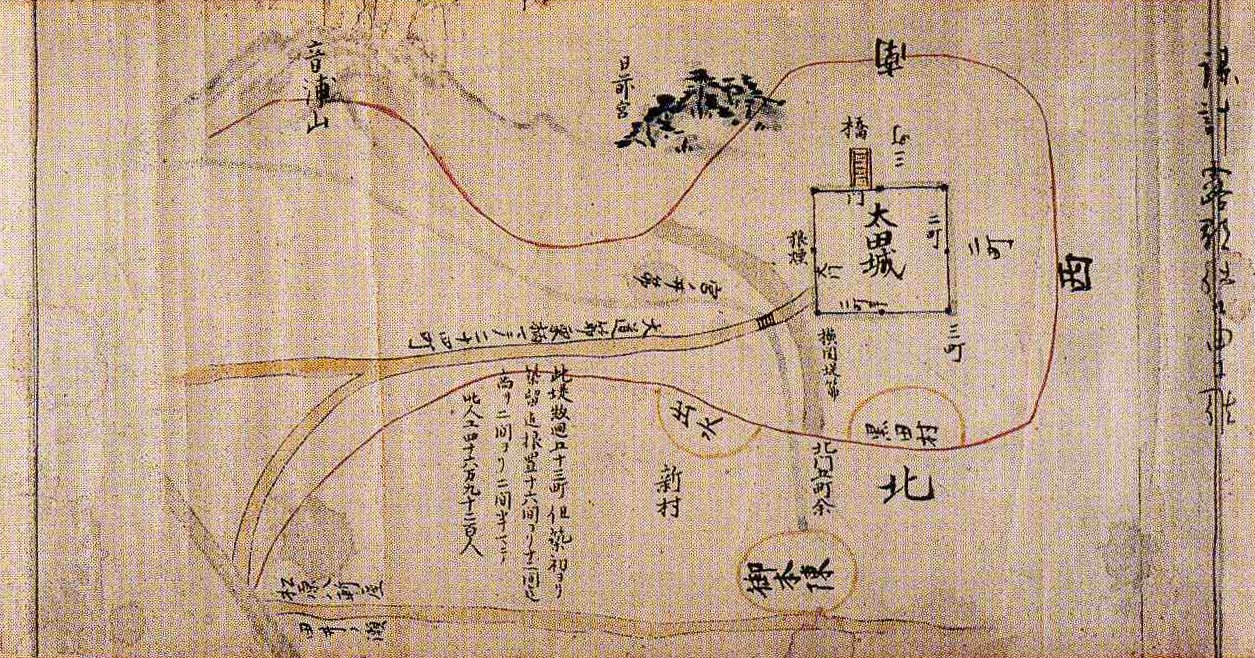
太田城由来并郷士由緒記/個人蔵

太田城を巡る合戦の詳細については紀州征伐#太田城水攻め、太田城 (紀伊国)#第二次太田城の戦いを参照のこと。
中世、紀伊国は山名氏・大内氏・畠山氏などが守護を務めていた。だが高野山や粉河寺、紀三井寺といった寺社勢力が強い地域であり、中央集権的な統治は不可能であった。従って在地豪族は自立性が強く、大勢力に従うことには抵抗を見せた。戦国時代、織田信長は石山本願寺に通じる雑賀衆・太田党や根来寺の討伐を行ったが、それは他の一向一揆に比べて峻烈なものではなく、和睦という形で決着を見た。このため寺社勢力はその影響力を保持したままであった。
1584年（天正12年）、小牧・長久手の戦いにおいて根来寺・雑賀衆・太田党は徳川家康に味方し、羽柴秀吉への敵対姿勢を強めた。このため翌1585年（天正13年）に秀吉は弟の羽柴秀長・甥の羽柴秀次と共に6万の軍勢を率い紀州征伐に乗り出した。根来寺を焼き討ちした羽柴軍は太田党の本拠地・太田城（現・和歌山市太田）への攻撃を開始した。最初は力攻めを行ったが太田党の奇襲による打撃を受け、秀吉は得意の兵糧攻めによる攻撃に切り替えた。そしてこの時秀吉が選択したのは、備中高松城攻めと同じ水攻めであった（太田城水攻め）。
秀吉は明石則実に命じ堤を設計させ、付近を流れる紀の川を堰き止めて太田城を水没させる策に出た。推定で堤高3メートルから5メートル、堤の長さ6キロメートルの大規模な土堤であり、所伝通り3月25日に起工し、4月1日に湛水を開始したとなると全て人力であるにもかかわらずわずか6日間で完成させたことになる。十分な籠城準備が出来ていなかった城内は10日余りで兵糧が尽き、蜂須賀正勝・前野長康の降伏勧告を受諾し4月12日に太田城は開城。城主である太田宗正を始め51名が自刃して戦いは終了した。
この第二次太田城の戦いにおける秀吉の水攻めで建設された堤は、治水にも利水にも関係しない軍事的な河川工作物であるが、紀の川における初の大規模な河川工作物である。

### 紀州藩政下の治水・利水
1600年（慶長5年）の関ヶ原の戦いにおいて本戦に参じ、戦勝後の恩賞で紀伊一国を領する事となった浅野幸長は、古くから存在していた堤防を改修して街道としていた。紀の川の治水ではこれら街道が堤防を兼ねる形で建設されていたが、到底十分なものではなかった。大坂夏の陣の後、安芸広島に転封となった浅野氏に代わり、1619年（元和5年）に南海の鎮として駿河府中より入部したのが、家康の十男・徳川頼宣である。頼宣入国により、徳川御三家の一つ紀州徳川家が成立したが、これが紀の川の河川開発の号砲ともなった。
紀州藩は南海道の鎮護を目的とし、大坂や西国を監察する役目を担っていた為居城である和歌山城を大幅に拡張する必要性が生まれた。頼宣は居城の拡張と城下の発展を図るためには紀の川の治水が不可欠と考え、嘉家作丁から地蔵の辻に至る高さ3.0m・天端幅5.0m・総延長1.7kmの堤防を建設し、補強する為にヤナギを植えた。これは「柳堤」と呼ばれ、更に地蔵の辻から八軒屋までの区間に松並木で強化した堤防を建設した。これは「松原堤」と呼ばれるが、堤に植えられたマツは敵の侵攻の際に切り倒して和歌山城の防衛に利用する事も頼宣は考えていた。また、岩出付近には「花見堤」が1626年（寛永3年）に建設されているが、名の由来はこの付近一帯に広がる桃園が、春になると見事な開花風景を見せることから付けられたといわれている。この他上流の伊都郡（現・かつらぎ町）には三代将軍・徳川家光の命により高野山大塔建築の為の貯木機能を兼ねた「上様堤」や「千間堤」が寛永～寛文年間に建設されている。

#### 紀州流治水工法
こうした頼宣の治水により次第に新田開発が為されて行く様になったが、こうした治水と利水を組み合わせた総合開発に取り組んだのは第五代藩主である徳川吉宗であった。吉宗は井沢弥惣兵衛や大畑勝善を登用し、紀の川流域の総合開発に着手した。彼らの採った手法は、先ず治水を行い後に利水を行うもの、具体的には連続堤を直線化した堤防に改築して切れ目を無くし、河原と氾濫原を分離する。そして分離した氾濫原に紀の川から用水を引き、新田開発を行うというものである。この手法は「紀州流治水工法」と呼ばれるが、吉宗が江戸幕府第8代将軍に就任した後には利根川・荒川の治水・利水に採用され、見沼代用水を始めとする関東平野の大規模灌漑事業に結実して行く。
紀の川では本川に上流から小田井堰・七郷井堰・藤崎井堰・小倉井堰・六ヶ井堰・宮井堰・四ヶ井堰が建設・拡張修復され、支流の貴志川には佐々井堰・諸井堰・丸橋井堰が、安楽川には安楽川井堰が建設された。これら井堰から引かれた用水路によって氾濫原の新田開発が促進された。代表的なものとしては安田島新田（九度山町）、妙寺新田（かつらぎ町）、中島新田（岩出市）、松島新田（和歌山市）などがあり、こうした紀州流治水工法による新田開発によって1839年には約72,700石の増収を紀の川流域だけでもたらし、灌漑が可能になった耕地面積も約一万町歩（約992,000ha）に上った。この吉宗による「紀州流治水工法」こそ、後の河川総合開発事業の原点にも通じる。

### 吉野川分水
紀州ではこのように紀の川を有効利用した新田開発が行われていたが、大和北部の奈良盆地は紀の川のような水量が豊富な大河は無く、大和川などは渇水時には容易に水不足に陥り、旱魃による被害が起こり易かった。この為、農民は古くから大小様々なため池を大和川流域に建設。さらに隠し井戸を造って水を確保するという苦労を長年続けていた。他の地域がたとえ晴天続きの順調な天候であっても、少雨地帯である奈良盆地では却って旱魃を招くという皮肉な状況であり、この事を指して人々は『大和豊年米食わず』と囁いていた。
奈良盆地に暮らす住民にとって、滔々と流れる紀の川の水は何者にも替えがたい魅力的な水であった。そして、『奈良盆地に紀の川の水が引けないか』という願望となり、やがてそれは「吉野川分水構想」へと繋がっていった。最初に発案したのは高橋佐助であり、元禄年間に構想をまとめている。その後寛政年間には角倉玄匡が再度実地調査を行っているが、何れも中途で挫折した。幕末から明治時代初期には吉野郡下渕村の農民達が分水計画を立ち上げ、更に辰市祐興も同様の計画をまとめた。これらの計画は明治政府も注目し実際に実施計画調査を行っているが、和歌山県の反発もあり中断。その後奈良県は名張川流域からの分水を計画し、「宇陀川分水」計画も策定したが財政難や水利権を持つ京都府の反対でこちらも挫折した。この様に「吉野川分水」は何度挫折しても再び構想される、奈良県民300年の悲願となっていった。
大和国・奈良県側からすれば『奈良県に降った雨が流れる紀の川の水を、使うのは当然』という意識もあった。だが紀伊国・和歌山県側はこの考えに猛反発した。紀の川は最大流量と最小流量の差（河況係数という）が日本一大きい。雨が降るのは6月～9月の時期に集中し、その時期に降らなければ確実に水不足を招く。かといって降りすぎれば確実に水害を招く厄介な河川でもあった。更に新田開発は成功してもそれは紀の川に近い氾濫原での事であり、川から遠い地域や山裾に近い地域は慢性的な水不足を受けており紀の川流域にもため池は多かった。この為水はあるようでないというのが紀州の本音でもあり、『渇水どころか水害の被害も受けている。水害を受けない分大和のほうがマシだ』として「吉野川分水」には強硬に反対した。
1886年（明治18年）には奈良県議会で「吉野川分水調査計画」が議決され、和歌山県との交渉に臨むが和歌山県はたとえ洪水時であろうとも『紀の川に注ぐ水はたとえ、その一滴たりとも余人の勝手は許さず』（大阪毎日新聞・昭和4年4月18日付）として頑強に抵抗。遂には両県による水紛争に発展し1917年（大正4年）・1926年（大正15年）・1929年（昭和4年）・1941年（昭和16年）と4度に亘る水紛争・提訴運動が勃発した。紛争の中で奈良県は和歌山県の強硬な反対理由を精査するうちに、水が潤沢と思われた和歌山平野も奈良盆地とそう変わらないことを知り、両県が同時に水需要を満たす計画で無い限り吉野川分水は不可能という認識が生まれた。だが、この問題が解決するのは戦後を待たなければならなかった。

### 近代河川改修
明治以降、全国の主要河川は内務省による直轄管理河川として河川改修が行われていた。紀の川においては1899年（明治31年）に和歌山県営事業として堤防改修が開始されたのが近代河川改修の始まりである。岩出市～紀の川河口に至る堤防整備が主なものであった。ところが1917年（大正6年）10月に紀の川の流域は大水害の被害を受け、従来の堤防は各所で決壊してしまった。
この為1923年（大正12年）に紀の川は内務省の直轄改修対象河川となり、大正6年に洪水を基準とした『紀の川改修計画』が策定された。これは基準流量を大正6年洪水の最高流量である5,600トン／秒に定め、この流量に耐えられる河川改修を行う事を目標とした。具体的には堤防築堤・護岸改修・浚渫・川底掘削といった従来からの河川工法と、所々に見られる急激な狭窄部を開鑿して拡張し、河水の流下阻害要因を排除する事を目的としている。
改修計画は当初1936年（昭和11年）に完成する予定であったが、その後の国内事情によって事業は遅延し1943年（昭和18年）以降は太平洋戦争に伴い中断を余儀無くされた。また、当時全国の河川で着手されていた「河水統制事業」も紀の川では行われず、水力発電による電源開発も目立ったものは行われなかった。

### 吉野熊野特定地域総合開発計画
戦後、経済安定本部は戦火によって荒廃した国土を回復するため、河川総合開発事業による治水と国営農業水利事業による利水を強力に推進する政策を採った。これ以降全国の主要河川において多目的ダムを中心とした河川総合開発が推進された。
江戸時代から続く「吉野川分水構想」は、前述の様に奈良県と和歌山県の利害が対立し、双方が恩恵を受ける計画でない限り実現は不可能と思われていた。だが、戦後テネシー川流域開発公社（TVA）を手本とした河川総合開発が紀の川水系でも計画され、紀の川の場合は奈良県・和歌山県下の灌漑整備を主眼とした地域開発の動きがにわかに現実性を帯びてきた。そして1949年（昭和24年）、農林省を事業主体とする十津川・紀の川総合開発計画が策定され、奈良県長年の懸案であった紀の川からの分水計画が本格的に動き出した。さらに翌1950年（昭和25年）の国土総合開発法施行により、同計画は紀の川・熊野川という紀伊半島の二つの大河を利用して灌漑と水力発電を行う吉野熊野特定地域総合開発計画に発展した。
まず紀の川本川最上流部の吉野郡川上村に大迫ダム（おおさこダム）を、支流の津風呂川（つぶろがわ）に津風呂ダムを建設。また貴志川の支流である野田原川に山田ダムを建設して水源とした。続いて下渕頭首工を建設してここから紀の川の水を奈良盆地に送水する。送水された水は奈良盆地に送られ奈良県の上水道と農業用水に利用される。一方下渕頭首工による取水によって水量が減少する紀の川については十津川（熊野川の奈良県内における呼称）からの分水を図った。これは熊野川本川上流部の奈良県吉野郡大塔村（現・五條市）に建設省近畿地方建設局（現・国土交通省近畿地方整備局）が建設する猿谷ダムの阪本取水口より取水、天辻トンネルより導水した水は紀の川支流の大和丹生川に電源開発株式会社が管理する西吉野第一・第二発電所（黒淵ダム）で発電後に放水され、紀の川へ合流する。
また紀の川より取水する井堰の整備・統合を進め、従来7ヶ所あった井堰を小田・藤崎・岩出・六ヶ井の四井堰に統合し且つ固定堰であった堰を可動堰化した。こうして小田頭首工・藤崎頭首工・岩出頭首工・新六ヶ井頭首工として再編された井堰から農業用水を取水、和歌山平野に供給を行った。これらの事業によって和歌山平野・奈良盆地に安定した水供給が図られた一方、奈良市・和歌山市・五條市・橋本市などの上水道・工業用水道の供給も行われた。この後奈良県内の紀の川中流域における灌漑強化も図られ、国営五條吉野土地改良事業が進められ大和丹生川の右支川・吉里川に一の木ダムも建設された。なお、奈良盆地への水供給は紀の川の他に木津川・名張川からも取水し、室生ダム（宇陀川）から初瀬水路を経て大和川に導水を行っている。
一方、大阪府南部は阪神工業地帯の一部として工場群が立地し、さらに泉北ニュータウン等の造成で人口も急増した。また和歌山市や海南市など、紀伊水道（和歌山湾）沿岸も阪神工業地帯の一部として住友金属工業の和歌山製鉄所を始め大型工業施設が立地しており、水需要はさらに増加していった。また1990年代に入り、関西国際空港の開港や阪和自動車道の開通もあり、特に大河が無く水不足が顕著であった大阪府南部への紀の川からの分水がより求められるようになった。この為新六ヶ井頭首工を改造して治水の他新規利水容量を確保し、大阪府泉南地域への利水を図るために紀の川大堰が建設され、現在暫定運用を行っている。

### 連続する水害と治水
戦後、全国各地で水害が多発していたが、紀の川でも例外ではなかった。紀の川では1950年（昭和25年）9月3日のジェーン台風による水害（死傷者1,894名、家屋全半壊13,820戸、床上・床下浸水11,612戸）を皮切りに1953年（昭和28年）まで毎年大水害が発生した。特に1953年（昭和28年）7月の紀州大水害では紀の川のみならず有田川・日高川・日置川・古座川など県内全ての河川が氾濫、和歌山県は壊滅的な被害を生じた。
戦争で中断していた『紀の川改修計画』は戦後再開し、1949年（昭和24年）に完了していた。更に1950年（昭和25年）には橋本市までの本川と貴志川の合流点から6.0km区間までを改修区間に編入した。ところが紀州大水害で計画を上回る洪水となったため1954年（昭和29年）には貴志川の計画水位を改訂した『第一次改訂紀の川改修計画』が策定された。この際紀の川本川の計画洪水流量も橋本市で6,000トン／秒とする方向で調整を図っていたところ、1959年（昭和34年）9月26日の伊勢湾台風が紀の川流域にかつてない大洪水をもたらした。上流を中心に豪雨が襲い、吉野郡川上村入之波（しおのは）では26日夜7時に時間雨量が118mmという猛烈な雨となり、この日一日だけで650mmの記録的な雨量となった（なお、現在に至るまで紀の川流域での年間最多降水量・最多日降水量・最多一時間降水量記録はこの時の豪雨によるものであり、近畿地方整備局管内の年間最多降水量記録もこの年の入之波における記録である）。このような激烈な豪雨により紀の川の洪水流量は計画を上回る7,000トン／秒を記録し奈良県・和歌山県で浸水被害が拡大。特に奈良県は1958年（昭和33年）の台風17号の被害が復旧する暇なく水害に遭い、歳入を上回る被害額が算出され財政危機に陥る状況となった。この為国会において当時の奥田良三奈良県知事が『紀の川に多目的ダムを建設して欲しい』と第33回国会災害地対策特別委員会第4号(昭和34年11月5日）の参考人質疑で答弁する切実な状況であった。
伊勢湾台風の翌年、1960年（昭和35年）に「紀の川改修計画」は全面的に改訂され、「紀の川修正総体計画」が策定された。この際に橋本市におけるピーク時の洪水流量を7,100トン／秒とし、この中で2,600トン／秒を紀の川本川に多目的ダムを建設する事でカットする事とした。こうして建設省は『紀の川総合開発事業』として吉野郡川上村大滝地点に堤高100.0m、総貯水容量84,000,000トンの大規模特定多目的ダムを計画した。これが大滝ダムであるが、当時上流部に『十津川・紀の川総合開発事業』として農林省が大迫ダムを建設しており、この上更にダムによる犠牲を蒙る事に399戸の水没予定住民は猛烈に反発。猛烈なダム反対運動を展開し、事業は完全に膠着化した。当時東日本では八ッ場ダム（吾妻川）に対する強烈な反対運動が展開されており、計画が全く進展しないダム事業の代名詞として『東の八ッ場、西の大滝』とまで形容された。
1965年（昭和40年）4月に紀の川水系は新河川法の施行により一級水系に指定され、これ以降五條市から河口までの62.4km区間の紀の川本川と『紀の川改修計画』の指定区間である貴志川（本川合流点から6.0kmまで）が建設省直轄管理区間となった。これに伴い「紀の川工事実施基本計画」が定められ、1974年（昭和49年）の改訂を経て現在は和歌山市船戸地点におけるピーク時洪水流量を16,000トン／秒とする改修計画となっている。「紀の川改修計画」時のピーク時洪水流量から3倍強の流量となっているが、それだけ治水の難しさを物語っている。2003年（平成15年）には大滝ダムと紀の川大堰の本体が完成し、暫定的な運用が図られている。現在は2005年（平成17年）11月18日に策定された「紀の川水系河川整備計画」に基づき、環境保護も重視した河川整備が推進されているが、大滝ダム・紀の川大堰は紀の川の治水・利水の根幹として重要な位置を占めている。

### ダム事業を巡る問題
こうして紀の川は数々の河川開発が江戸時代より行われてきたが、河川開発を巡る問題として、欠く事が出来ない問題として大滝ダムがある。前述の様に水没予定地の川上村の反発は予想を超える激しいものであり、蜂の巣城紛争を上回るとも形容された。当初はダム対策協議会との交渉が持たれたが全く折り合わず、後には団体交渉を断念して水没住民一人一人との個別交渉を行うに至った。これがダム事業の長期化を招き、当初の予定建設費400億円を大きく上回る3,410億円の事業費を投入する結果となり、事業者である建設省への批判が高まった。住民に対しては水源地域対策特別措置法の9条指定を施行同日の1974年（昭和49年）7月20日に指定し、補償額の嵩上げを始めとする補償交渉を進め漸く妥結を見た。2003年（平成15年）に本体は完成し現在暫定運用を行うが、ここまで43年が経過した。
だが、完成直前大滝ダムの試験湛水中である2003年（平成15年）4月25日、湖岸の川上村白屋地区で地滑りの兆候が住民の通報で発覚、試験湛水を中断した。その後も住宅に亀裂が入るなど住民生活に深刻な影響を与えており、住民は全戸の永住移転を要望。川上村議会も早急な対策を国土交通省に要求した。国土交通省は仮設住宅の建設を直ちに行い、現在住民は仮住まいをしているが要望する永住移転の目処は立っておらず、住民の疲労と不満が高まっている。また、地滑りについても既に1974年（昭和49年）から指摘されていたとの意見もあり、地滑りに対する認識の甘さを批判する意見も多い。ダム湖への地滑りによる災害はイタリアのバイオントダム事故が著名であるが、この事故では2,600名が死亡しており対策の不備は大事故につながりかねない。現在国土交通省は恒久的な地滑り対策を施工中であるが、安全が確認されない限りダムの貯水は行われず、さらなる事業費の拡大や治水・利水計画への影響が懸念されている。
また、公共事業の見直しによるダム事業の再評価が全国的に行われ、紀の川水系でもその影響が及んだ。建設省は高野山を水源にして紀の川に合流する紀伊丹生川（大和丹生川とは別の川）の上流部、九度山町北又地先に「紀伊丹生川ダム計画」を1989年（平成元年）より進めていた。ダムは堤高145.0m、総貯水容量60,400,000トンの重力式コンクリートダムで、紀の川水系最大級の特定多目的ダムであった。だが利水計画縮小によって計画の再検討が行われ、当初計画よりも上流に再度建設が計画された。だが、実施計画調査時に基礎岩盤が予想以上に劣悪である事が判明。掘削処理を施すと大幅な事業費増額が予想され、同程度の事業費であれば既存の河川整備・利水施設整備を行えば十分対応できる事が報告され、コストパフォーマンスに優れない事業の継続は住民の理解を得られないとして2003年（平成15年）に国土交通省はダム計画の中止を決定した。
現在は大滝ダムの地滑り対策と紀の川大堰の周辺事業整備（新六ヶ井堰撤去事業）が進められている。水害による被害は一時期に比べ格段に減少しているが、地球温暖化の影響による短期集中的な豪雨被害が全国で毎年起きている事を考慮すると、万全な治水整備を怠る事は出来ない。また渇水については1990年（平成2年）・1994年（平成6年）・1995年（平成7年）・2001年（平成13年）・2002年（平成14年）と平成に入っても渇水被害が後を絶たない。特に1994年・2001年・2002年の渇水では紀の川・貴志川の流水が途絶（瀬切れ）し、市民生活に深刻なダメージを与えた。これは紀の川が一級水系の中で最大流量・最小流量の差が最も大きく、雨量は夏季に集中している事が原因であり、故に夏季に雨量が少ないと致命的な水不足に陥る。この為利水目的を有する大滝ダムと紀の川大堰の早期本格運用が期待されているが、特に大滝ダムについては上記の理由がある為、被害住民への恒久的住宅対策と完全な安全性の確保は極めて重要と言われており、国土交通省の抜本的対策が求められている。

## 紀の川水系の主要河川
- 奈良県
  - 高見川
  - 津風呂川
  - 秋野川
  - 大和丹生川
- 和歌山県
  - 紀伊丹生川
  - 貴志川

## 紀の川水系の河川施設
紀の川の河川施設整備は紀州藩政下における徳川吉宗の治水・利水事業に伴う井堰の整備に始まる。戦後、農林省（現・農林水産省近畿農政局）による『十津川・紀の川総合開発事業』によって大迫ダム・津風呂ダム・山田ダムの建設や井堰の統合が進められ、熊野川からの分水も行い灌漑整備を実施した。同時に電源開発による水力発電も行われたが、他の河川に比べれば小規模である。
一方治水については1959年（昭和34年）の伊勢湾台風以降、建設省近畿地方建設局（現・国土交通省近畿地方整備局）による大滝ダムを中心とした治水事業が進められ、現在は紀の川大堰と共に暫定的な運用を実施している。治水を目的とする多目的ダムはこの2施設のみである。

### 河川施設一覧
| 一次 支川名 （本川） | 二次 支川名 | 三次 支川名 | ダム名     | 堤高 (m) | 総貯水 容量 (千m3) | 型式   | 事業者     | 備考               |
| -------------------- | ----------- | ----------- | ---------- | -------- | ------------------ | ------ | ---------- | ------------------ |
| 紀の川               | －          | －          | 大迫ダム   | 70.5     | 27,750             | アーチ | 農林水産省 | －                 |
| 紀の川               | －          | －          | 大滝ダム   | 100.0    | 84,000             | 重力式 | 国土交通省 | 2013年竣工         |
| 紀の川               | －          | －          | 下渕頭首工 | －       | －                 | 可動堰 | 農林水産省 | －                 |
| 紀の川               | －          | －          | 小田頭首工 | －       | －                 | 可動堰 | 農林水産省 | －                 |
| 紀の川               | －          | －          | 藤崎頭首工 | －       | －                 | 可動堰 | 農林水産省 | 固定堰併用         |
| 紀の川               | －          | －          | 岩出頭首工 | －       | －                 | 可動堰 | 農林水産省 | －                 |
| 紀の川               | －          | －          | 新六ヶ井堰 | －       | －                 | 固定堰 | 農林水産省 | 撤去中             |
| 紀の川               | －          | －          | 紀の川大堰 | 7.1      | 5,100              | 可動堰 | 国土交通省 | 2012年本格運用開始 |
| 津風呂川             | －          | －          | 津風呂ダム | 54.3     | 25,700             | 重力式 | 農林水産省 | －                 |
| 大和丹生川           | －          | －          | 黒渕ダム   | 小堰堤   | －                 | 重力式 | 電源開発   | －                 |
| 大和丹生川           | 吉里川      | －          | 一の木ダム | 38.4     | 1,400              | 重力式 | 農林水産省 | －                 |
| 貴志川               | 野田原川    | －          | 山田ダム   | 34.0     | 3,400              | 重力式 | 農林水産省 | －                 |

### 水系外関連河川施設
| 一次 支川名 （本川） | 二次 支川名 | 三次 支川名 | ダム名   | 堤高 (m) | 総貯水 容量 (千m3) | 型式   | 事業者     | 備考 |
| -------------------- | ----------- | ----------- | -------- | -------- | ------------------ | ------ | ---------- | ---- |
| 熊野川               | －          | －          | 猿谷ダム | 74.0     | 23,300             | 重力式 | 国土交通省 | －   |

（備考）赤色欄は撤去・凍結中の施設。大滝ダムは2013年（平成25年）に竣工、紀の川大堰はそれに先立つ2012年（平成24年）10月に新六ヶ井堰の撤去と川底の掘削作業が完了したとしていずれも暫定運用を終了、本格運用に移行している。

## 交通

### 周辺の交通
古くは都のあった大和平野（奈良盆地）から来る下街道が今の五條市まで達して、そこから紀の川（吉野川）の右岸（北側）を西進し紀伊国に入り今の和歌山市加太へと通ずる南海道が走っていた。なお、紀伊国の国府は右岸の名草郡（今の和歌山市府中。JR阪和線紀伊駅付近）にあったとされる。
大和国（奈良県）の吉野川（紀の川）沿いには古代、離宮が置かれていたが、都のあった飛鳥や大和平野からは竜門山地を越えなければならず、当初は遠回りではあるが今の御所市古瀬（吉野口駅付近）から今の大淀町下渕へと出て、そこから吉野川（紀の川）の右岸を東進して離宮に入ったとされる。この吉野川（紀の川）と竜門山地に挟まれた野原は、狩りに適した良い野であったので「吉野」という地名が生まれた。
平安時代以降、熊野三山や高野山、吉野山・大峰山への参詣が盛んになり、多くの参詣者が紀の川（吉野川）を渡るようになり渡し場が設けられた。こういった中で現在、周辺を走る国道の原形が成立する。
江戸時代に入り徳川御三家の一つ紀州徳川家が成立し紀の川（吉野川）、高見川沿いを西へ進み、高見山を越えて伊勢国へと至る伊勢街道（和歌山街道）は参勤交代の道として、また紀州徳川家は南伊勢も藩領であり、その拠点である松阪城とを直線で結ぶ道として整備された。一方で、紀の川源流近くまで上り伯母峰を越える東熊野街道や、代官所の置かれていた今の五條市から吉野川（紀の川）を渡り丹生川を上って天辻峠を越える西熊野街道、今の吉野郡大淀町から吉野川（紀の川）を渡り下市を経て奥吉野への道、また高野山への参詣道で今の橋本市付近で紀の川を渡る高野街道、河口付近で紀の川を渡る紀州街道などが利用された。
現在、紀の川付近を走る国道および鉄道としては下記のものがある。

#### 道路

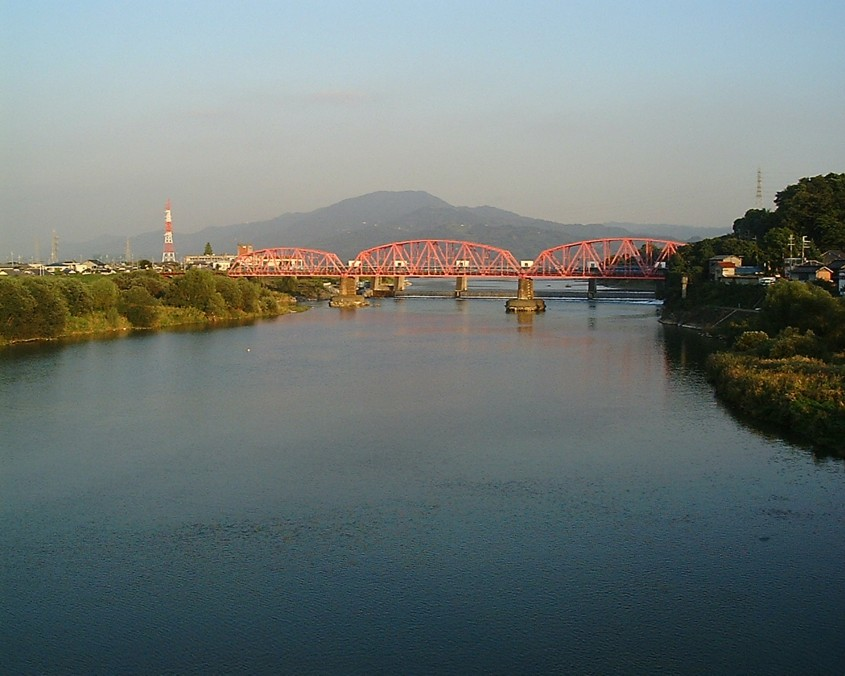
和歌山県岩出市の岩出橋より上流をみる。見える鉄橋は和歌山線（岩出～船戸）

- 京奈和自動車道

現在、建設中。右岸を五條市から並行して和歌山で阪和自動車道の和歌山JCTに至る。紀の川の近くは通らず金剛山脈、和泉山脈の山麓を通る。現在、橿原高田ICから和歌山JCTまで暫定2車線で開通している。
- 国道24号

奈良県五條市から和歌山市。右岸を下流に向けて並行し和歌山市で紀州大橋で紀の川を渡る。現・大和街道。
- 国道169号

奈良県吉野郡大淀町から吉野郡川上村。右岸を上流に向けて並行し途中、吉野町の宮滝大橋で左岸に渡り、五社トンネルを経て川上村に入り、大滝ダム左岸を大迫ダムまで上流に向け並走する。現・東熊野街道。
- 国道370号

現・伊勢街道（和歌山街道）
伊都郡九度山町から橋本市橋本一丁目 - 左岸を上流に向け並行し橋本市で橋本橋で紀の川を渡り、重複区間の国道24号と合流。
五條市三在から大淀町土田 - 国道24号と別れ宇野峠を越えて右岸を上流に向け並行し、重複区間の国道169号と合流。
吉野町宮滝大橋北詰から吉野町窪垣内 - 国道169号と別れ右岸を上流に向け並行する。窪垣内交差点で左折し入野峠へと入る。
- 京奈和自転車道

既存の河川管理用通路などを活用し、嵐山から和歌山港に至る自転車道を整備する計画。和歌山県道803号紀の川自転車道線および奈良県道280号大和青垣吉野川自転車道線の一部が紀の川に沿う。そこから佐保川－大和川－葛城川を通じて京都府道801号京都八幡木津自転車道線に接続する。
- この他の紀の川（吉野川）を渡る国道や道路については下記の橋梁一覧を参照

#### 鉄道
- 南海和歌山港線 - 和歌山市駅・和歌山港駅の全区間で、河口近くの紀の川左岸を走る。
- 南海本線 - 左岸近くにある和歌山市駅から次の紀ノ川駅間で紀の川を渡る。
- 南海加太線 - 紀の川の近くではないが、東松江駅付近から紀の川駅まで並行している。かつての加太線は東松江駅からは南へ進み北島駅から紀の川を渡り今の和歌山市駅まで走っていた。
- JR阪和線 - 紀の川の近くではないが紀伊駅付近から六十谷駅付近まで並行し次の紀伊中ノ島駅との間で紀の川を渡る。
- JR和歌山線 - 五条駅付近から和歌山駅間で紀の川（吉野川）と並行。五条駅から岩出駅まで右岸を走り、紀の川を渡り船戸駅から和歌山駅まで左岸を走る。

なお、紀勢本線の和歌山駅から和歌山市駅までの区間は元和歌山線で、短い距離であるが紀の川の左岸を並行している
- 南海高野線 - 橋本駅・紀伊清水駅間で紀の川を渡り、九度山駅までの間で紀の川と並行する。
- 近鉄吉野線 - 大阿太駅と下市口駅の間から大和上市駅まで並行し、次の吉野神宮駅間で吉野川（紀の川）を渡る。

### 橋梁
紀の川に架かる橋について上流から列記する。
| 奈良県                    | 奈良県                 | 奈良県                    | 奈良県 |
| 橋梁名                    | 供用道路または鉄道会社 | 所在地                    | 備考 |
| ------------------------- | ---------------------- | ------------------------- | --- |
| 入之波大橋                | 奈良県道224号線        | 吉野郡川上村              | 大迫ダム貯水池に架かる橋。右岸（北岸）には入之波温泉がある。 |
| 名称不明                  |                        | 吉野郡川上村              | 歩行者用吊り橋。川上村柏木集落の下方、国道169号線沿いにある。 |
| 大平橋                    |                        | 吉野郡川上村              | 1959年（昭和34年）の銘がある。通行止め（2010年（平成22年）9月現在）。 |
| 北和田橋                  |                        | 吉野郡川上村              | 1990年（平成2年）1月完成。 |
| 鍬の瀬橋                  | 奈良県道258号線        | 吉野郡川上村              | 1998年（平成10年）2月完成。 |
| 名称不明                  |                        | 吉野郡川上村              | 銘板などなし。 |
| 名称不明                  |                        | 吉野郡川上村              | 銘板などなし。現在、閉鎖されている。 |
| 武光橋                    |                        | 吉野郡川上村              | |
| 井戸橋                    |                        | 吉野郡川上村              | 1990年（平成2年）9月完成。 |
| 白屋橋                    |                        | 吉野郡川上村              | 大滝ダム貯水池に架かる橋。PC斜張橋で、橋長225m、橋脚高68m、全高124m。1991年（平成3年）土木学会田中賞受賞。 |
| 北塩谷橋                  |                        | 吉野郡川上村              | 大滝ダム貯水池に架かる橋。 |
| 鎧掛橋                    |                        | 吉野郡川上村              | |
| 友遊橋                    |                        | 吉野郡川上村              | 歩行者専用の吊り橋。1998年（平成10年）3月竣工。 |
| 住吉橋                    |                        | 吉野郡川上村              | 銘板には1961年（昭和36年）12月とある。左岸上流側に吊り橋時代の主塔が残る。 |
| 小倉橋                    | 奈良県道262号          | 吉野郡川上村              | 1936年（昭和11年）3月竣工。 |
| 鈴の音橋                  |                        | 吉野郡吉野町              | |
| 吉野渡場大橋              |                        | 吉野郡吉野町              | 吉野渡場大橋（よしのわたしばおおはし）。平成10年の完成以前は吊り橋であった。 |
| 五社大橋                  |                        | 吉野郡吉野町              | |
| 菜摘大橋                  |                        | 吉野郡吉野町              | |
| 宮滝大橋                  | 国道169号              | 吉野郡吉野町              | |
| 柴橋                      | 奈良県道39号線         | 吉野郡吉野町              | 現在の鉄製の橋梁が架けられる以前より木造の橋が架けられていたようである。 |
| 楢井不動橋                |                        | 吉野郡吉野町              | |
| 妹背大橋                  |                        | 吉野郡吉野町              | |
| 桜橋                      | 奈良県道37号線         | 吉野郡吉野町              | かつて、付近に桜の渡があり橋名の由来となっている。 |
| 上市橋                    |                        | 吉野郡吉野町              | |
| 吉野川橋梁 （近鉄吉野線） | 近畿日本鉄道           | 吉野郡吉野町              | 1928年（昭和3年）に完成。 |
| 吉野大橋                  | 奈良県道15号線         | 吉野郡吉野町 吉野郡大淀町 | |
| 美吉野橋                  | 奈良県道15号線         | 吉野郡吉野町 吉野郡大淀町 | かつて、付近に柳の渡があり右岸（北岸）に1786年（天明6年）に建てられた燈籠が残る。渇水期や吉野山の桜のシーズンには木造の仮橋が架けられていたようである。現在の美吉野橋は1935年（昭和10年）に架橋され近年改修された。 |
| 新椿大橋                  |                        | 吉野郡下市町 吉野郡大淀町 | 2004年（平成16年）に完成。右岸（北岸）は、近鉄吉野線と国道169号線を跨いでおり、長さが310mで奈良県で3番目に長い橋である（2010年9月現在）。 |
| 椿橋                      |                        | 吉野郡下市町 吉野郡大淀町 | かつて、付近に椿の渡があり、橋名の由来となっている。右岸（北岸）大淀町側は、近鉄吉野線と交差するが、踏切道の幅が狭いため車は通ることができない。 |
| 千石橋                    | 国道309号              | 吉野郡下市町 吉野郡大淀町 | かつて左岸（南岸）の下市は吉野の商業の中心地で大量の物資（一日千石とも）が行き交い江戸時代中期頃には、木造の橋が架けられ「千石橋」と名付けられる。木造時代は、たびたび洪水で流されたが、1892年（明治25年）に堅牢な鉄製のトラス橋が架けられる。現在の橋は1963年（昭和38年）に架け替えられた。なお、上流100mには桧の渡があった。 |
| 水道橋                    |                        | 吉野郡下市町 吉野郡大淀町 | |
| 梁瀬橋                    | 奈良県道39号線         | 吉野郡下市町 吉野郡大淀町 | |
| 阿太橋                    | 奈良県道259号線        | 五條市                    | 旧・阿太橋は1車線のトラス橋であったが、2011年（平成23年）8月に2車線のアーチ橋が完成。 |
| 大昭橋                    | 奈良県道39号線         | 五條市                    | |
| 栄山寺橋                  | 奈良県道137号線        | 五條市                    | |
| 大川橋                    | 国道168号              | 五條市                    | |
| 御蔵橋                    | 奈良県道732号線        | 五條市                    | |
| 阪合部橋                  |                        | 五條市                    | |

橋梁の長さに関しては奈良県橋梁延長ベスト10を参考にした。

川上村の大滝ダム流域では、かつての沈下橋が残っている。また現在、地滑り対策工事の関係で100パーセントの貯水が行われていないため、国道沿いから今も見ることが出来る。
| 和歌山県                  | 和歌山県          | 和歌山県              | 和歌山県 |
| 橋梁名                    | 道路または鉄道    | 所在地                | 備考 |
| ------------------------- | ----------------- | --------------------- | --- |
| 恋野橋                    | 和歌山県道104号線 | 橋本市                | |
| 紀ノ川橋梁 （南海高野線） | 南海電鉄          | 橋本市                | 1924年（大正13年）に完成。 |
| 橋本橋                    | 国道370号         | 橋本市                | |
| 橋本高野橋                | 国道371号         | 橋本市                | |
| 岸上橋                    | 和歌山県道118号線 | 橋本市                | |
| 九度山橋                  | 和歌山県道4号線   | 伊都郡九度山町 橋本市 | |
| 高野参詣大橋              |                   | 伊都郡九度山町 橋本市 | |
| 三谷橋                    | 和歌山県道110号線 | 伊都郡かつらぎ町      | |
| かつらぎ橋                |                   | 伊都郡かつらぎ町      | |
| 大門口大橋                | 国道480号         | 伊都郡かつらぎ町      | |
| 大門口橋                  |                   | 伊都郡かつらぎ町      | |
| 麻生津大橋                | 和歌山県道120号線 | 紀の川市              | |
| 麻生津橋                  |                   | 紀の川市              | |
| 新龍門橋                  |                   | 紀の川市              | |
| 竜門橋                    | 和歌山県道123号線 | 紀の川市              | |
| 竹房橋                    | 国道424号         | 紀の川市              | |
| 井阪橋                    | 和歌山県道128号線 | 紀の川市              | |
| 紀ノ川橋梁 （JR和歌山線） | JR西日本          | 岩出市                | 1930年（昭和5年）に完成。 |
| 岩出橋                    | 和歌山県道14号線  | 岩出市                | 2018年11月29日に4車線の新橋への切り替え工事が完了。                                                                                         |
| 川辺橋                    | 和歌山県道64号線  | 和歌山市              | 1986年（昭和61年）完成。全長755.5mで和歌山県で1番長い橋である（2010年9月現在）。                                                            |
| 北田井ノ瀬橋              | 和歌山県道149号線 | 和歌山市              | 小豆（あず）島を挟み南田井ノ瀬橋と併せて「田井ノ瀬橋」とも呼ばれる。2004年（平成16年）に現在の橋に掛け替えられた。                          |
| 南田井ノ瀬橋              | 和歌山県道149号線 | 和歌山市              | 小豆島を挟み北田井ノ瀬橋と併せて「田井ノ瀬橋」とも呼ばれる。                                                                                |
| 紀州大橋                  | 国道24号          | 和歌山市              | 1987年（昭和62年）完成。全長718.9mで和歌山県で3番目に長い橋である（2010年9月現在）。                                                        |
| 紀の川橋                  | 阪和自動車道      | 和歌山市              | 1974年（昭和49年）完成。全長647.3mで和歌山県で5番目に長い橋である（2010年9月現在）。                                                        |
| 紀ノ川橋梁 （JR阪和線）   | JR西日本          | 和歌山市              | ガーター橋だったが、紀の川大堰完全運用のため2009年（平成21年）にトラス橋に架け替えられた。                                                  |
| 六十谷橋                  | 和歌山県道141号線 | 和歌山市              | 1962年（昭和37年）完成。全長475.3mで和歌山県で10番目に長い橋である（2010年9月現在）。                                                       |
| 六十谷水管橋              |                   | 和歌山市              | 1975年（昭和50年）3月に完成、2021年（令和3年）10月に一部崩落する事故が発生。                                                                |
| 紀の川大堰管理橋          |                   | 和歌山市              | |
| 南海橋                    |                   | 和歌山市              | 現在は撤去されている。 |
| 紀の国大橋                | 国道26号          | 和歌山市              | 2003年（平成15年）完成。全長689.0mで和歌山県で4番目に長い橋である（2010年9月現在）。                                                        |
| 紀ノ川橋梁 （南海本線）   | 南海電鉄          | 和歌山市              | 現在の上り線は1903年（明治36年）に完成。下り線は1922年（大正11年）に完成。                                                                  |
| 北島橋                    | 和歌山県道15号線  | 和歌山市              | 1936年（昭和11年）完成。全長620.5mで和歌山県で6番目に長い橋である（2010年9月現在）。                                                        |
| 河西橋 （旧・紀ノ川橋梁） |                   | 和歌山市              | 元は南海加太線の鉄橋で、現在は歩行者・二輪車専用橋。1914年（大正3年）完成。2014年（平成26年）より架け替え工事開始。                         |
| 紀の川大橋                | 和歌山県道752号線 | 和歌山市              | 1967年（昭和42年）完成。全長748.1mで和歌山県で2番目に長い橋である（2010年9月現在）。                                                        |
| 紀の川河口大橋            | 和歌山県道148号線 | 和歌山市              | 1992年（平成4年）完成。全長521.3mで和歌山県で7番目に長い橋である（2010年9月現在）。有料道路であったが2010年（平成22年）8月1日より無料開放。 |

橋梁の長さに関しては和歌山県情報館・県内の橋梁、トンネルを参考にした。

## 自然景勝地・名所・祭典

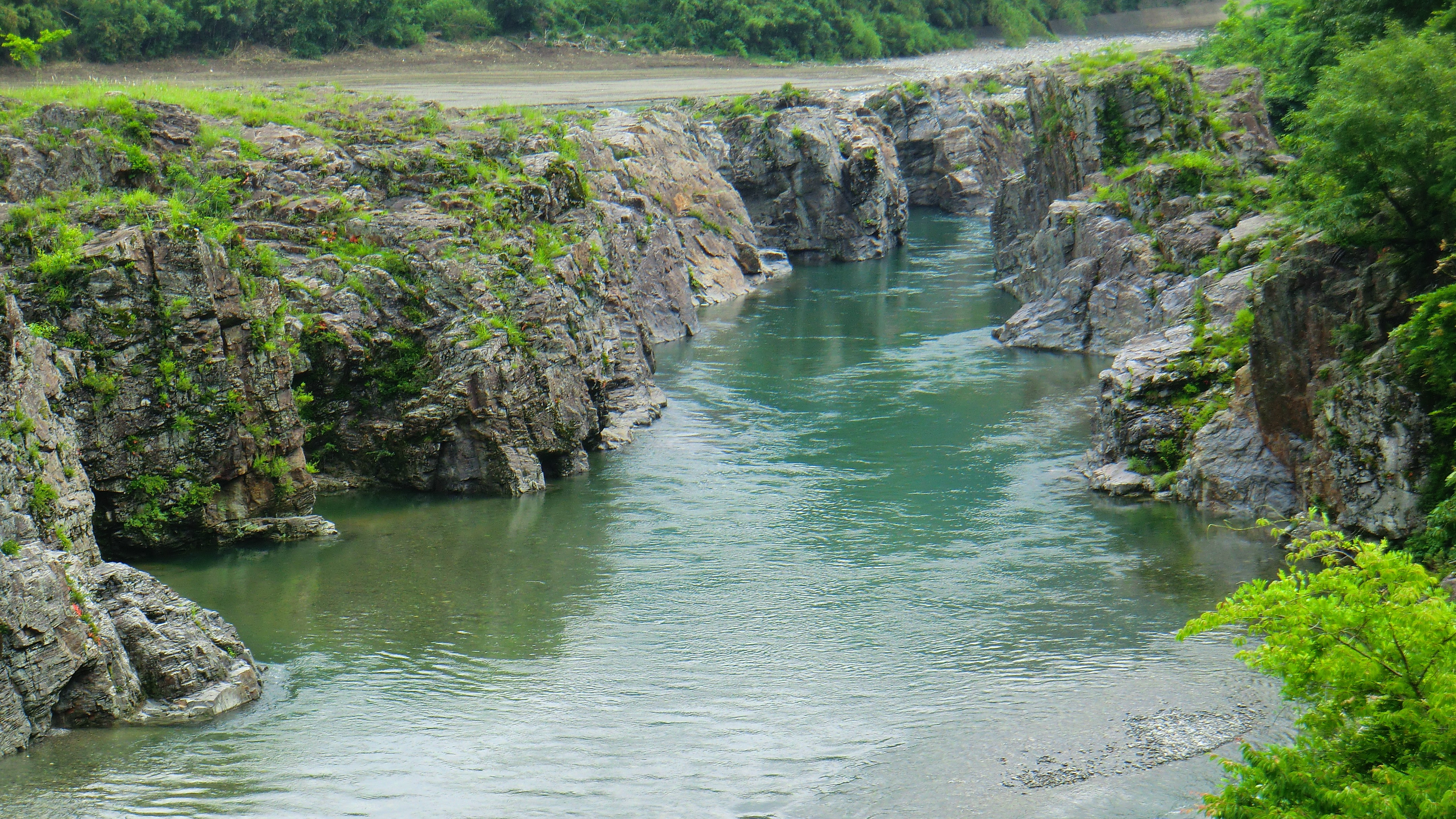
宮滝（吉野町）

- 大台ヶ原
- 吉野山
- 高野山